# Singer (Luizjana)
Singer – jednostka osadnicza w Stanach Zjednoczonych, w stanie Luizjana, w parafii Beauregard.